# Centre commercial Villiers-en-Bière
Le centre commercial Villiers-en-Bière est situé dans la commune de Villiers-en-Bière dans le département de Seine-et-Marne.  La fréquentation du centre commercial est de 4,5 millions de visiteurs par an. L'hypermarché Carrefour présent dans le centre est aujourd'hui le plus grand hypermarché de l'enseigne avec une surface de 25 000 m2.

## Histoire
L'hypermarché a ouvert ses portes en juin 1971 en étant l'un des premiers magasins Carrefour.
Le 29 décembre 1986 a été annoncée la création d'une galerie marchande : une extension de 40 000 m2, qui fera du centre le plus grand centre commercial d’Europe à cette époque, alors que la commune ne comptait que 180 habitants.
La galerie marchande a été inaugurée en 1990.
La galerie a été rénovée en 2016.
Aujourd'hui, la superficie du centre est de 55 612 m2.

## Implantation locale
Le centre commercial est situé en périphérie de la ville.
Il est accessible en bus par le réseau de bus du Grand Melun et par la D607 en voiture.

## Carrefour
En 2016, Carrefour a dévoilé une grande surface entièrement rénovée et de nouveaux stands inédits, comme un traiteur italien, chinois, japonais ainsi que plusieurs rayons consacrés aux produits biologiques. Le Carrefour Villiers-en-Bière sert de « laboratoire » pour les autres magasins de l’enseigne. Ce nouveau concept a pour objectif d'augmenter le nombre de consommateurs, car le chiffre d'affaires du magasin en 2015 était en baisse de 3 %. Cette idée remplace le concept Carrefour Planet qui avait été un échec, car les frais de rénovations étaient plus élevés que les bénéfices.